# Sarcelles
Sarcelles é uma comuna francesa na região administrativa da Île-de-France, no departamento de Val-d'Oise. A comuna possui 57 533 habitantes segundo o censo de 2013.

## Toponímia
Atestada sob o nome Cercerillæ, Cersilla em 894, Sarcellæ, Serseia em 1163, Sercellæ, Sercelles em 1262.